# Jabung (Jabung, Malang)
Jabung is een bestuurslaag in het regentschap Malang van de provincie Oost-Java, Indonesië. Jabung telt 8095 inwoners (volkstelling 2010).